# Освітні заклади Дарницького району (Київ)
Освітні заклади Дарницького району міста Києва

## Дошкільна, середня та позашкільна освіта
- ПП "Спеціалізована школа «Тріумф» (вул. Вербицького, 24В)
- ПП "Школа — дитячий садок «Олімп» (вул. Срібнокільська, 4-А)
- НВК"Дитячий садок-школа «Гармонія» (вул. Григоренка, 21-А)
- Гімназія «Європа» (вул. Санаторна, 12\1)
- Школа — дитячий садок І ступеня «Абетка» (вул. Мішуги, 3-Б)
- Школа — дитячий садок І ступеня «Вирлиця» (вул. Олександра Кошиця, 9А)
- Школа — дитячий садок І ступеня «Всесвіт» (вул. Драгоманова, 42)
- Школа — дитячий садок І ступеня «Горобинка» (вул. Тростянецька, 7-Б)
- Школа — дитячий садок І ступеня «Даринка» (вул. Ахматової, 4-А)
- Школа — дитячий садок І ступеня «Зодіак» (вул. Руденко, 8-А)
- Школа — дитячий садок І ступеня «Оберіг» (вул. Славгородська, 12)
- Школа — дитячий садок І ступеня «Осокорки» (вул. Срібнокільська, 14Б)
- Школа — дитячий садок І ступеня «Позняки» (вул. Анни Ахматової, 11А)
- Школа — дитячий садок І ступеня «Пролісок» (вул. Бориспільська, 51)
- Школа — дитячий садок І ступеня «Радосинь» (Харківське шосе, 55-Б)
- Школа — дитячий садок І ступеня «Світозар» (вул. Вербицького, 8-Б)
- № 5 (вул. Срібнокільська, 4-А)
- № 7 (пр-т Петра Григоренка, 21-А)
- № 20 санаторного типу для дітей із захворюваннями шлунково — кишкового тракту (вул. Олександра Кошиця, 5-А)
- № 59 (пр-т Миколи Бажана, 7-А)
- № 89 комбінованого типу для дітей із захворюваннями ендокринної системи (вул. Княжий Затон, 17-Г)
- № 99 (пров. Поліський, 5\1)
- № 111 ім. С. А. Ковпака (вул. Здолбунівська 7-Б)
- № 113 (вул. Здолбунівська, 3-Б)
- № 126 санаторного типу для дітей з бронхо — легеневими захворюваннями (пр-т Миколи Бажана, 6-Б)
- № 132комбінованого типу для дітей з вадами мовлення (вул. Гмирі, 3-А)
- № 138 (вул. Ревуцького, 7-Б)
- № 147 комбінованого типу для дітей з вадами опорно — рухового апарату (проскостопість та постава) (вул. Олійника, 6)
- № 148 (вул. Вереснева, 5-А)
- № 149 (вул. Вишняківська, 12-Б)
- № 201 (вул. Анни Ахматової, 2-Б)
- № 240 (вул. Тростянецька, 8-Г)
- № 248 санаторного типу для дітей з позитивними туберкуліновими пробами (вул. Тростянецька, 8-А)
- № 250 (вул. Декабристів, 6-А)
- № 256 (вул. Костянтина Заслонова, 10)
- № 275 (вул. Ялтинська, 14)
- № 290 комбінованого типу для часто хворіючих дітей (вул. Ревуцького, 19-А)
- № 314 (вул. Драгоманова, 25-А)
- № 367 (вул. Санаторна,5-А)
- № 385 комбінованого типу для дітей з вадами мовлення (вул. Сормовська, 5)
- № 620 санаторного типу для часто хворіючих дітей (вул. Юрія Шевельова, 61)
- № 634 (вул. Юрія Шевельова, 63)
- № 678 (вул. Волго-Донська, 77)
- № 696 (пр-т Миколи Бажана, 9-Є)
- № 704 санаторного типу для дітей з вадами зору (вул. Ревуцького, 30-А)
- № 706 (вул. Юрія Литвинського, 21)
- № 773 санаторного типу для дітей від батьків, що постраждали внаслідок аварії на ЧАЕС з паталогією верхніх дихальних шляхів (вул. Вербицького, 17-Б)
- № 774 санаторного типу для частохворіючих дітей (вул. Архітектора Вербицького, 9-В)
- № 787 (вул. Сімферопольська, 6)
- № 790 (вул. Євгенія Харченка, 20)
- № 792 (Бортничі, вул. Євгенія Харченка, 49)
- № 800 комбінованого типу для дітей з вадами мовлення (вул. Тростянецька, 3-А)
- № 809 (вул. Анни Ахматової, 5-Б)
- Монтессорі-сад (вул. Анни Ахматової,14-В)

## Шкільні заклади
- Ліцей «Інтелект» (вул. Вірменська, 7)
- Ліцей «Наукова зміна» (пр-т Петра Григоренка, 21-В)
- Ліцей № 303 вул. Драгоманова, 9-А
- Гімназія № 237 вул. Вербицького,26-г
- Гімназія № 261 вул. Вербицького, 7
- Гімназія № 267 вул. Вербицького,7-а
- Гімназія № 290 вул. Ревуцького, 13-а
- Гімназія № 315 з поглибленим вивченням іноземних мов вул. Драгоманова, 27-а
- Гімназія міжнародних відносин № 323 з поглибленим вивченням іноземної мови вул. Мишуги, 5
- Гімназія Діалог" вул. Олександра Кошиця, 6
- Слов'янська гімназія вул. Драгоманова 10-в
- Скандинавська гімназія вул. Гмирі, 3-б
- СШ № 113 технологічного та спортивного профілю навчання вул. Вакуленчука, 50-а
- СШ № 127 з поглибленим вивченням української мови та літератури вул. Ялтинська, 13
- СШ № 255 з поглибленим вивченням природничо-математичного циклу вул. Вербицького, 26-в
- СШ № 274 з поглибленим вивченням іноземної мови Харківське шосе, 168-і
- СШ № 291 з поглибленим вивченням іноземної мови вул. Тростянецька, 19
- СШ № 296 з поглибленим вивченням іноземної мови вул. Олександра Кошиця, 8
- СШ № 302 з поглибленим вивченням предметів художньо-естетичного циклу вул. Декабристів, 8-а
- СШ № 305 з поглибленим вивченням іноземної мови Бортничі, вул. Євгенія Харченка, 53
- СШ № 314 з поглибленим вивченням іноземної мови вул. Княжий Затон, 7-а
- СШ № 316 з поглибленим вивченням української мови пр-т Миколи Бажана, 32-а
- Спеціалізована школа І-ІІІ ступенів з поглибленим вивченням іноземних мов № 329 «Логос» ім. Георгія Гонгадзе вул. Урлівська, 19-б
- Загальноосвітня школа І ступеня № 295 вул. Олександра Кошиця, 6
- Середня загальноосвітня школа І-ІІІ ступенів № 62 вул. Княжий Затон, 17-в
- Середня загальноосвітня школа І-ІІІ ступенів № 105 ім. Рокосовського вул. Сімферопольська, 10
- Середня загальноосвітня школа І-ІІІ ступенів № 111 ім. С.А.Ковпака вул. Здолбунівська, 7-б
- Середня загальноосвітня школа І-ІІІ ступенів № 160 вул. Юрія Литвинського, 45
- Середня загальноосвітня школа І-ІІІ ступенів № 217 пров. Поліський, 6
- Середня загальноосвітня школа І-ІІІ ступенів № 266 вул. Архітектора Вербицького, 14-г
- Середня загальноосвітня школа І-ІІІ ступенів № 280 Бортничі, вул. Євгенія Харченка, 23-б
- Середня загальноосвітня школа І-ІІІ ступенів № 284 вул. Тростянецька,7-г
- Середня загальноосвітня школа І-ІІІ ступенів № 289 вул. Славгородська, 4
- Середня загальноосвітня школа І-ІІІ ступенів № 309 пр-т Петра Григоренка, 21В
- Спеціальна загальноосвітня школа-інтернат № 10 для дітей, які потребують корекції фізичного та розумового розвитку вул. Вакуленчука, 1
- Спеціальна загальноосвітня школа-інтернат № 12 для дітей-сиріт та дітей, які залишились без батьківського піклування Харківське шосе, 121/3
- Київська інженерна гімназія , вул. Княжий Затон 12а.

## Спортивні школи
- Спортивно-підлітковий клуб ЖСК № 209 вул. Анни Ахматової, 13-В
- Дитячий спортивний клуб «Козак» вул. Бориспільська, 3-а

## Школи мистецтв
- Міжнародна школа мистецтв «Монтессорі центр», м. Київ, вул. Княжий Затон, 21
- Музична школа сценічного виховання ім. І.Карабиця (МШСВ ім. І.Карабиця), вул. Анни Ахматової, 30.
- Школа мистецтв № 4 вул. Анни Ахматової,5
- Школа мистецтв № 9 ж/м Бортнічі вул. Євгенія Харченка,39
- Музична школа № 21 Харківське шосе, 121/3

## Професійна підготовка
- СПТУ № 20 будівельне Харківське шосе, 210
- СПТУ № 27 будівельне вул. Горлівська, 220

## Технікуми
- Київський механіко-металургійний технікум Харківське шосе, 15
- Київський радіомеханічний технікум вул. Бориспільська, 5

## Вищі навчальні заклади
- Міжрегіональний центр професійної перепідготовки військовослужбовців і звільнених в запас Харківське шосе, 240

- Навчально-науковий інститут підготовки фахівців для підрозділів міліції громадської безпеки та Національної гвардії України НАВС, вул. Колекторна, 4

## Курси
- Курси вивчення іноземних мов
- Курси образотворочого мистецтва
- Автошкола дарницького району
- Курси комп'ютерні
- Курси бухгалтерів
- Курси візажу, перукарського мистецтва, манікюру